# 松平賴看
松平賴看（日语：／ Matsudaira Yorimi，1774年1月22日—1797年2月16日），日本江戶時代大名，西條藩第7代藩主。

## 生平
安永二年十二月十一（1774年1月22日）出生，西條藩第6代藩主松平賴謙的長子，幼名義郎。
天明八年（1788年）他敘任從四位下侍從。後來寬政七年（1795年）父親賴謙隱居，賴看繼承西條藩。
不過，賴看僅僅繼任西條藩藩主兩年就先於父親去世，享年25歲，由於他只有一名女兒，因此西條藩家督之位以賴看的三弟賴啟作養嗣子繼承。
| 松平賴看        |                               |                 |
| 貴族爵位和頭銜  |                               |                 |
| 前任： 松平賴謙 | 西條松平家當主 1795年－1797年 | 繼任： 松平賴啓 |
| 官衔            |                               |                 |
| 前任： 松平賴謙 | 西條藩藩主 1795年－1797年     | 繼任： 松平賴啓 |